# Међународно удружење урбаних и регионалних планера
Међународно удружење урбаних и регионалних планера (енгл. International Society of City and Regional Planners; ISOCARP) је међународно невладино удружење стручњака који се баве просторним и урбанистичким планирањем. Удружење је основано 1965. године, а педесет година касније има чланове из више од 80 земаља. ISOCARP је формално признат од стране УН и Савета Европе. Ради са УНЕСКО-м.